# 八反安未果
八反 安未果（はったん あみか、1980年10月3日 - ）は、日本の歌手、実業家。オセアンフーズ代表取締役社長。愛称は、はっちん・安未ちゃん。

## 概要
埼玉県所沢市出身、栃木県宇都宮市育ち。所属レコード会社はRISING RECORDS。
活動休止状態を経て、現在は昭和歌謡・ハワイアンなどの名曲を時代を超えて歌い継ぐコンセプト・カバーアルバム路線へと進んでいる。特技はクラシック・バレエ。
安未果という名前には、「安全に未来へ向けて果実のように育つように」という母親の願いが込められている。
祖父は作詞家で元日本作詩家協会理事の八反ふじを、母は元歌手の八田富子、叔父は作詞家の青江ひとみ。
芸能活動における業務提携先はゼウス合同会社。

## 略歴
幼いころからバレエのレッスンに励み、1996年に全国バレエコンクールで優勝、1997年、世界的バレリーナの登竜門とも言われるローザンヌ国際バレエコンクールに出場。
だが「バレリーナよりも歌手になって欲しい」という祖母の遺言をきっかけに日本音楽事業者協会主催の『第1回 THE JAPAN AUDITION』に応募し、約20万人の中からグランプリを獲得。
1998年より日本テレビ『THE夜もヒッパレ』に約2年間レギュラー出演。
1998年11月18日、伊秩弘将プロデュースにより、シングル「Miss You 〜忘れないで〜」でCDデビュー。
1999年5月26日リリースの3rdシングル「SHOOTING STAR」がテレビドラマ『L×I×V×E』の主題歌に抜擢され、オリコン週間チャート初登場10位（以降の週も18位、18位、11位、18位、26位、22位とロングセールス）。
1999年9月1日リリースのファーストアルバム『Autumn Breeze』がオリコン週間チャート最高2位を記録。
同年、第41回日本レコード大賞最優秀新人賞を受賞した。
2001年3月14日、セカンドアルバム『GRACE』をリリース。ジャケットは新進気鋭のフォトグラファーレスリー・キーが担当している。
2004年12月に約3年ぶりにシングル「TRAP」をリリース。この時のセミヌード・ジャケットが契機となり、2005年4月、写真集『Passion』DVD『True Love』を発売。
その後、2007年にライジングプロダクション傘下のぱれっとに移籍。
2010年8月、食品輸入・販売と飲食店を運営するオセアンフーズの代表取締役社長に就任。ハワイアンカフェNaniNani（ナニナニ）のオーナーとして、ハワイの代表的スイーツマラサダやコナコーヒーを店舗や全国の催事で提供している。催事・イベント等への出演、またリボンレイ（ハワイの伝統的な装飾品）を手作りする教室なども行っている。
2013年、久々となる主催ライブを開催。5月24日に川口SHOCK ON、11月1日に大手町サンケイプラザのTerrasseで行われた。
2014年、リバイバルブームも伴い、バラエティ番組への出演が増加。
2015年、3月25日に写真集『八反安未果 HATTAN AMIKA PHOTOBOOK』 、6月26日にDVD『Amikalize』をリリース。ドキュメンタリー番組では18年ぶりのバレエに挑戦。
2017年6月16日、一般男性と結婚。10月20日、第1子妊娠を報告した。

## 作品
「順位」は全てオリコン週間ランキング最高位

### シングル
| #   | タイトル                | 発売日         | 規格品番   | 収録曲 | 順位  | 売上枚数 |
| --- | ----------------------- | -------------- | ---------- | --- | ----- | -------- |
| 1st | Miss You 〜忘れないで〜 | 1998年11月18日 | PCDA-0112  | 1. Miss You 〜忘れないで〜 - フジテレビ系ドラマ『板橋マダムス』挿入歌 2. Carry On 3. Miss You 〜忘れないで〜（Instrumental）                             | 28位  | 5.9万    |
| 2nd | Your Love               | 1999年3月3日   | PCDA-01135 | 1. Your Love - 日本テレビ系『FUN』FUN'S RECOMMENDED #003 2. メタモルフォゼ 3. Your Love（Instrumental）                                                  | 43位  | 1.6万    |
| 3rd | SHOOTING STAR           | 1999年5月26日  | PCDA-01167 | 1. SHOOTING STAR - TBS系ドラマ『L×I×V×E』主題歌 2. アールグレイ 3. SHOOTING STAR（Instrumental）                                                         | 10位  | 18.3万   |
| 4th | CHECK MY SIGN           | 2000年3月15日  | PCCA-01431 | 1. CHECK MY SIGN - カネボウ化粧品「レビュー」CMソング 2. Pure Feeling 3. CHECK MY SIGN（Instrumental）                                                   | 27位  | 1.8万    |
| 5th | NEXT TO YOU             | 2000年8月30日  | PCCA-01447 | 1. NEXT TO YOU 2. NEVER GONNA LEAVE YOU 3. NEXT TO YOU（Instrumental） 4. NEVER GONNA LEAVE YOU (Instrumental）                                          | 43位  | 1.1万    |
| 6th | To the Light            | 2001年5月16日  | PCCA-01522 | 1. To the Light - テレビ東京系アニメ『スターオーシャンEX』主題歌 2. Ring to Eternity 3. To the Light（Instrumental） 4. Ring to Eternity（Instrumental） | 39位  | 0.8万    |
| 7th | TRAP                    | 2004年12月15日 | PCCA-70098 | 1. TRAP 2. 千のkiss 3. TRAP（Instrumental） 4. 千のkiss（Instrumental）                                                                                  | 116位 | 0.2万    |

### イメージビデオ
※収録メディアは全てDVD。
| 発売日        | タイトル     | 規格品番   | メーカー                    | 備考 |
| ------------- | ------------ | ---------- | --------------------------- | ---- |
| 2005年4月29日 | True Love    | BKDV-00076 | ぶんか社                    |      |
| 2008年2月25日 | ETERNAL TONE | DMSM-7484  | GPミュージアムソフト        |      |
| 2015年6月26日 | Amikalize    | SPDV-003   | メディアージュ / 彩文館出版 |      |

## 出演

### テレビ
- ミュージック・ジャンプ（1998年 - 1999年、NHKBS-2）

### ラジオ
- お台場MANHATTAN放送局（1999年、ニッポン放送） - パーソナリティ
- オールナイトニッポンR「GIRL POP STREET」（1999年4月 - 9月、ニッポン放送） - 木曜レギュラー
- LF+RフライングNIGHT!（1999年 - 2001年、ニッポン放送） - パーソナリティ
- 八反安未果 真夜中のスタンダード（2007年10月 - 2008年3月、文化放送）
- 反畑誠一のTHE BIG TIME（2010年4月 - 2011年3月、エフエム世田谷） - アシスタント
- Emotional Beat 姫ラジ2（2012年10月 - 2014年9月、レインボータウンFM） - メインパーソナリティ

| 文化放送 水曜26:45-27:00                                              | 文化放送 水曜26:45-27:00                               | 文化放送 水曜26:45-27:00                                 |
| 前番組                                                                | 番組名                                                 | 次番組                                                   |
| --------------------------------------------------------------------- | ------------------------------------------------------ | -------------------------------------------------------- |
| 下川みくにのみくもりっ。 2006年10月4日 - 2007年9月26日 ※26:30 - 27:00 | 八反安未果 真夜中のスタンダード 2007年10月 - 2008年3月 | 水瀬あやこのときめき歌謡ランデブー 2008年4月 - 2009年3月 |

## 書籍

### 写真集
- Passion（2005年4月29日、ぶんか社、ISBN 9784821126569）
- HATTAN AMIKA PHOTOBOOK（2015年3月25日、彩文館出版、ISBN 9784775605622）

### 楽譜
- 楽譜 QH 696 SHOOTING STAR／八反安未果（吹奏楽ヒット曲／オンデマンド販売）（1999年6月1日、ミュージックエイト）
- 八反安未果/Autumn Breeze : ピアノ弾き語り（1999年9月30日、ドレミ楽譜出版社、ISBN 9784810834901）

### 連載
- 豊洲スタイルWEBマガジン（2014年5月号 - ） - 『八反安未果のハワイアンレシピ』（定期連載）